# Cerebratulus pantherinus
Cerebratulus pantherinus är en djurart som tillhör fylumet slemmaskar, och som beskrevs av Ambrosius Arnold Willem Hubrecht 1879. Enligt Catalogue of Life ingår Cerebratulus pantherinus i släktet fläsknemertiner och familjen Cerebratulidae, men enligt Dyntaxa är tillhörigheten istället släktet fläsknemertiner, och ordningen Heteronemertea. Det är osäkert om arten förekommer i Sverige. Inga underarter finns listade i Catalogue of Life.